# Alera
Alera est une trilogie de l'auteur américaine Cayla Kluver (en) publiée entre 2009 et 2011 aux États-Unis et entre 2011 et 2013 en France.
Cayla Kluver l'a écrit à l'âge de 16 ans.
Ce roman d'heroic fantasy, à la limite du roman d'amour, met en scène tout un monde créé de toutes pièces, qui se rapprocherait du Moyen Âge.

## Synopsis
Alera est le personnage principal du roman. Elle en est le narrateur interne, sous le rôle de la princesse héritière du royaume d'Hytanica.
Promise à un homme qui lui répugne, elle fait la connaissance de Narian, élevé à Cokyrie et donc ennemi du royaume.
On apprend au cours du livre que Narian n'est pas Cokyrien mais Hytanicain de naissance, et qu'il avait été enlévé en même temps que 48 autres bébés par les Cokyriens à la fin de la guerre. Son corps n'avait pas été rendu avec celui des autres enfants morts.
C'est avec cette révélation que l'histoire proprement dite démarre, ainsi que l'idylle de Narian et Alera.

## Tomes
La trilogie est publiée en français par les Éditions du Masque dans la collection « M S K » :
- Tome 1 : Alera, la légende de la lune sanglante, 454 pages, traduit de l'anglais par Nicole Ménage, 2011  (ISBN 9782702434963)
- Tome 2 : Le temps de la vengeance, 479 pages, traduit de l'anglais par Nicole Ménage, 2012  (ISBN 9782702434956)
- Tome 3 : Sacrifice, 439 pages, traduit de l'anglais par Anne-Sylvie Hommassel, 2013  (ISBN 9782702438046)